# Lydinge GK
Lydinge GK är en golfklubb i Skåne.
Lydinge GK blev 2002 medlem nr 449 i Svenska Golfförbundet. 2003 invigdes de första 9 hålen och 2004 resterande 9 hål. Golfbanan, som ägs av familjen Gibrand, är en öppen parkbana med en stor mängd nyplanterade träd. Utmärkande för banan är det stora antalet vattenhinder, utsatt för blåst samt mycket fina greener. 2007 har klubben drygt 540 medlemmar.